# Olli Jokinen
Olli Veli Pekka Jokinen (* 5. Dezember 1978 in Kuopio) ist ein ehemaliger finnischer Eishockeyspieler und heutiger -trainer. Der Mittelstürmer absolvierte in 17 Spielzeiten 1237 Spiele in der National Hockey League, den Großteil davon für die Florida Panthers. Mit der finnischen Nationalmannschaft gewann er mehrere Silber- und Bronzemedaillen bei Weltmeisterschaften und Olympischen Winterspielen. Seit 2024 ist er Cheftrainer des Timrå IK aus der Svenska Hockeyligan.

## Karriere
Olli Jokinen begann seine Karriere im Nachwuchsbereich von KalPa Kuopio und debütierte in der Spielzeit 1995/96 für die Herrenmannschaft des gleichen Vereins in der höchsten finnischen Spielklasse, der SM-liiga. Im Sommer 1996 verließ er seinen Heimatverein und wurde vom HIFK Helsinki unter Vertrag genommen, für den er in den folgenden Jahren aufs Eis ging. Während des NHL Entry Draft 1997 wurde Jokinen in der ersten Runde als Dritter von den Los Angeles Kings ausgewählt. Die Kings holten ihn daraufhin nach Los Angeles, doch nach acht NHL-Spielen ohne Scorerpunkte verließ er Nordamerika wieder und kehrte zum HIFK zurück. Dort fand er zu alter Leistungsstärke zurück und erzielte in den verbleibenden 30 Partien 39 Scorerpunkte. Der HIFK erreichte die Playoffs und stieß bis ins Finale um die finnische Meisterschaft vor. Dort besiegte das Team von Jokinen Ilves Tampere mit 3:0 und erreichte die erste Meisterschaft seit 15 Jahren für den Verein. Jokinens Leistungen wurden nach der Saison mit zwei Auszeichnungen belohnt, als er die Matti-Keinonen-Trophäe und Jari-Kurri-Trophäe erhielt.
Nach diesen Erfolgen versuchte Jokinen erneut, in der NHL Fuß zu fassen. Er absolvierte einen Großteil der Spielzeit 1998/99 für die Los Angeles Kings und erzielte dabei 21 Punkte. Im Juni 1999 schickten in die Kings zusammen mit Josh Green und Mathieu Biron zu den New York Islanders, die im Gegenzug Žigmund Pálffy, Bryan Smolinski und Marcel Cousineau abgaben. Für die Islanders erreichte er in 82 NHL-Partien 21 Punkte und 80 Strafminuten, bevor er Ende Juni 2000 im Tausch gegen Mark Parrish und Oleg Kwascha zu den Florida Panthers geschickt wurde. Bei den Panthers entwickelte er sich in den folgenden Jahren zu einem Führungsspieler und steigerte seine Punktausbeute von Jahr zu Jahr. Während der Saison 2002/03 wurde er als Ersatz für den verletzten Saku Koivu für das 53. NHL All-Star Game nominiert und erzielte während des Spiels ein Tor. Zudem erreichte er insgesamt 65 Scorerpunkte in 81 Saisonspielen, womit er neue persönliche Rekorde setzte und seinen Status als Center der ersten Angriffsreihe untermauerte. Mit Beginn der folgenden Spielzeit wurde er zum Kapitän der Panthers ernannt und hatte dieses Amt bis 2008 inne.

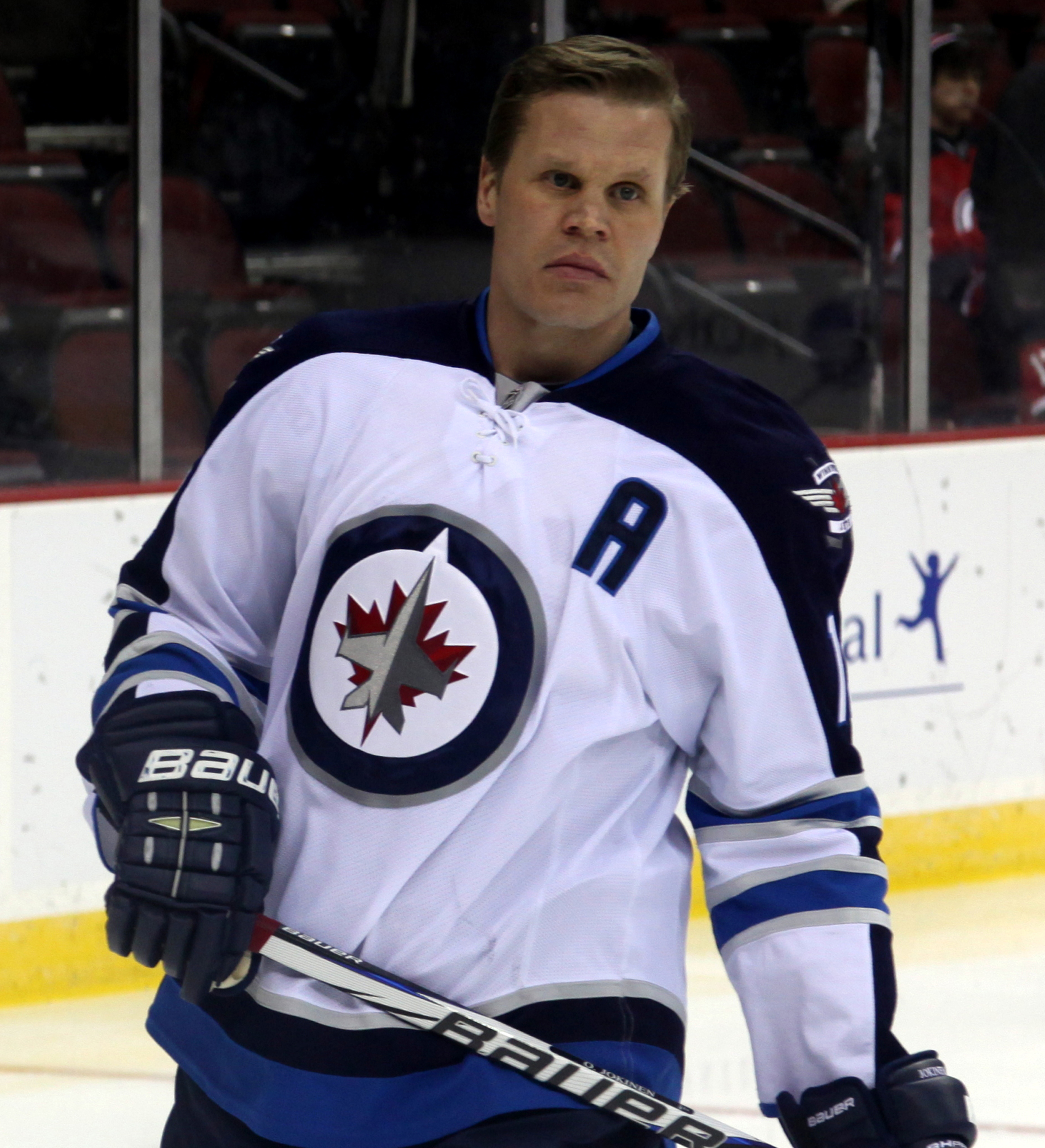
Jokinen im Trikot der Winnipeg Jets

Während der NHL-Streiksaison 2004/05 kehrte er nach Europa zurück und ging zunächst in der Schweizer Nationalliga A für die Kloten Flyers aufs Eis. Nach acht Spielen für Kloten verließ er die Schweiz und wurde vom Södertälje SK  aus der schwedischen Elitserien verpflichtet. Jokinen absolvierte 23 Partien in der Elitserien für Södertälje, bevor er in sein Heimatland zum HIFK Helsinki wechselte. Mit seinem Heimatklub aus Helsinki erreichte er die Playoffs 2005, schied aber in der ersten Runde mit 1:4 gegen Lukko Rauma aus. Mit Abschluss eines neuen NHL-Tarifvertrages wurde der Spielbetrieb in der NHL im Herbst 2005 wieder aufgenommen und Jokinen kehrte zu den Florida Panthers zurück. Während der Saison 2005/06 sammelte er in 82 Partien 89 Scorerpunkte und erreichte damit erneut persönliche Bestwerte, die er in der folgenden Spielzeit, mit 91 Punkten, noch verbesserte. Zudem stellte er neue teaminterne Rekorde der Panthers für spielentscheidende Tore, Karriere-Tore und -punkte auf.
Zu Beginn der Saison 2007/08 war Jokinen außer Form – trotzdem erzielte er in 82 Spielen für Florida 34 Tore und 37 Assists. Am 10. Februar 2008 verletzte Jokinen Richard Zedník unabsichtlich, als er mit seinem Schlittschuh den Hals von Zedník aufschlitzte und dieser in ein Krankenhaus eingeliefert wurde.
Während des NHL Entry Draft 2008 wurde der Finne im Tausch gegen Nick Boynton, Keith Ballard und einen Draftpick an die Phoenix Coyotes abgegeben. Bei den Coyotes gehörte er mit 42 Scorerpunkten aus 57 NHL-Spielen der Saison 2008/09 zu den Leistungsträgern. Da die Coyotes die Playoffs nicht erreichten, schickten diese Jokinen am Tag der Trade Deadline, dem 4. März 2009, zu den Calgary Flames. Im Gegenzug wechselten Matthew Lombardi und Brandon Prust zu den Coyotes. In seinem ersten Spiel für die Flames erzielte Jokinen zwei Tore gegen die Philadelphia Flyers. Ein Jahr später war Jokinen erneut Objekt eines Tauschgeschäfts – er wurde am 1. Februar 2010 zusammen mit Prust an die New York Rangers abgegeben, die dafür Christopher Higgins und Aleš Kotalík eintauschten. Nach der Saison schloss er sich zum zweiten Mal den Calgary Flames an.
Nachdem er die Saison 2012/13 und die darauffolgende Saison mit den Winnipeg Jets gespielt hatte, unterschrieb er im Juli 2014 einen Ein-Jahres-Vertrag bei den Nashville Predators.
Die Predators gaben ihn allerdings bereits nach einem halben Jahr samt Brendan Leipsic und einem Erstrunden-Wahlrecht für den NHL Entry Draft 2015 an die Toronto Maple Leafs ab, die im Gegenzug Mike Santorelli und Cody Franson nach Nashville transferierten. Für die Maple Leafs kam der Finne allerdings nur auf sechs Einsätze, bis er bereits im März selben Jahres an die St. Louis Blues abgegeben wurde und dafür Joakim Lindström sowie ein erfolgsabhängiges Sechstrunden-Wahlrecht für den NHL Entry Draft 2016 nach Toronto wechselte. In St. Louis beendete er die Spielzeit, erhielt darüber hinaus jedoch keinen neuen Vertrag.
Schließlich verkündete Jokinen im März 2017 offiziell das Ende seiner aktiven Karriere und wurde dazu für einen Tag von den Florida Panthers unter Vertrag genommen, die ihn anschließend mit einer Zeremonie vor einem Spiel ehrten.

### International
Olli Jokinen begann früh in seiner Karriere, sein Heimatland Finnland bei internationalen Turnieren zu vertreten. So gewann er 1996 mit der U18-Juniorenauswahl die Silbermedaille bei der Europameisterschaft sowie die Goldmedaille bei der U20-Junioren-Weltmeisterschaft 1998. Ab 1998 kam er zudem für die Herren-Nationalmannschaft zum Einsatz und gewann seither zwei Silber- und drei Bronzemedaillen bei Weltmeisterschaften.
Bei den Olympischen Winterspielen 2006 in Turin erreichte er mit dem finnischen Team den Gewinn der Silbermedaille. Zu diesem Erfolg trug Jokinen sechs Tore und zwei Torvorlagen bei. Bei den Olympischen Spielen 2014 gewann er mit der finnischen Nationalmannschaft die Bronzemedaille.

### Als Trainer
Ab 2015 arbeitete Jokinen als Nachwuchstrainer in den Vereinigten Staaten, unter anderem an der South Florida Hockey Academy. 2021 kehrte er nach Finnland zurück und wurde Cheftrainer bei Jukurit aus der Liiga. 2022 erhielt er die Kalevi-Numminen-Trophäe als Trainer des Jahres der Liiga. 2024 wechselte er nach Schweden zu Timrå IK.

## Erfolge und Auszeichnungen
| - 1997 Jarmo Wasaman muistopalkinto - 1998 Finnischer Meister mit HIFK Helsinki - 1998 Matti-Keinonen-Trophäe | - 1998 Jari-Kurri-Trophäe - 1998 NHL-Rookie des Monats November - 2003 Teilnahme am NHL All-Star Game - 2022 Kalevi-Numminen-Trophäe (Trainer des Jahres der Liiga) |

### International
| - 1996 Silbermedaille bei der U18-Junioren-Europameisterschaft - 1998 Goldmedaille bei der Junioren-Weltmeisterschaft - 1998 Bester Stürmer der Junioren-Weltmeisterschaft - 1998 All-Star-Team der Junioren-Weltmeisterschaft - 1998 Silbermedaille bei der Weltmeisterschaft - 1999 Silbermedaille bei der Weltmeisterschaft - 2000 Bronzemedaille bei der Weltmeisterschaft - 2004 Zweiter Platz beim World Cup of Hockey | - 2006 Silbermedaille bei den Olympischen Winterspielen - 2006 Bester Torschütze der Olympischen Winterspiele (gemeinsam mit Teemu Selänne) - 2006 Bronzemedaille bei der Weltmeisterschaft - 2008 Bronzemedaille bei der Weltmeisterschaft - 2010 Bronzemedaille bei den Olympischen Winterspielen - 2014 Bronzemedaille bei den Olympischen Winterspielen - 2014 Silbermedaille bei der Weltmeisterschaft |

## Karrierestatistik

### International
Vertrat Finnland bei:
| - U18-Junioren-Europameisterschaft 1996 - U20-Junioren-Weltmeisterschaft 1997 - Weltmeisterschaft 1997 - U20-Junioren-Weltmeisterschaft 1998 - Weltmeisterschaft 1998 - Weltmeisterschaft 1999 - Weltmeisterschaft 2000 - Olympischen Winterspielen 2002 - Weltmeisterschaft 2002 - Weltmeisterschaft 2003 | - Weltmeisterschaft 2004 - World Cup of Hockey 2004 - Weltmeisterschaft 2005 - Olympischen Winterspielen 2006 - Weltmeisterschaft 2006 - Weltmeisterschaft 2008 - Olympischen Winterspielen 2010 - Olympischen Winterspielen 2014 - Weltmeisterschaft 2014 |

(Legende zur Spielerstatistik: Sp oder GP = absolvierte Spiele; T oder G = erzielte Tore; V oder A = erzielte Assists; Pkt oder Pts = erzielte Scorerpunkte; SM oder PIM = erhaltene Strafminuten; +/− = Plus/Minus-Bilanz; PP = erzielte Überzahltore; SH = erzielte Unterzahltore; GW = erzielte Siegtore; 1 Play-downs/Relegation; Kursiv: Statistik nicht vollständig)

## Familie
Sein älterer Bruder Ville Jokinen (* 1976) war ebenfalls professioneller Eishockeyspieler; mit Jussi Jokinen ist er allerdings nicht verwandt.
Jokinen ist verheiratet und Vater dreier Töchter.